# Hegedűs Gyula (újságíró)
Hegedűs Gyula, névváltozata: Hegedüs, Hegedüs-Bite Gyula (Szeged, 1887. március 22. – Budapest, 1953. október 9.) újságíró, lapszerkesztő.

## Életpályája
Hegedűs István polgári iskolai tanár és Gácser Etelka fiaként született. A Budapesti Tudományegyetemen folytatott jogi tanulmányait követően 1906-tól a Budapesti Napló, 1907-től a Pesti Napló munkatársaként dolgozott. 1914-től a Budapesti Hírlap fővárosi rovatának vezetője, majd 1919-től a lap helyettes szerkesztője volt. 1920-ban részt vett a Magyarság megalapításában, annak szerkesztője, majd felelős szerkesztője. A lapot 1938-ban a hungaristák vették át. Miután Pethő Sándorral megalapította a Magyar Nemzetet, annak volt a felelős szerkesztője 1942-ig. 1941-től egyidejűleg A Mai Nap felelős szerkesztője. 1945-től visszatért a Magyar Nemzethez, ahol felelős szerkesztő, majd főszerkesztő volt 1950-ig.
Házastársa Fodor Ilona (1891–1977) volt, Fodor Miksa vasúti hivatalnok és Simkovits Berta lánya, akit 1912. november 3-án Budapesten, a Ferencvárosban vett nőül. Gyermekük Hegedűs Tamás (1913–1980) zeneszerző, a Hamvadó cigarettavég című dal szerzője.

## Társadalmi megbízatásai
- az Újságírók Szanatórium Egyesületének elnöke
- a Magyar Újságírók Egyesületének és az Otthon Írók és Hírlapírók Körének alelnöke

## Főbb művei
- Strófák három macskáról. Tizenhárom elbeszélés; Komjáthy Jenő Társaság, Bp., 1906
- Pesti mesék (Budapest, 1908)